# Epinephelus cifuentesi
Epinephelus cifuentesi is een  straalvinnige vissensoort uit de familie van zaag- of zeebaarzen (Serranidae). De wetenschappelijke naam van de soort werd voor het eerst geldig gepubliceerd in 1993 door Lavenberg & Grove.
De soort staat op de Rode Lijst van de IUCN als Gevoelig, beoordelingsjaar 2008.